# Generál dělostřelectva

Nárameník generála dělostřelectva

Generál dělostřelectva (německy General der Artillerie) byla německá generálská hodnost zavedená Wehrmachtem v roce 1935. Označení funkce "generál dělostřelectva" se používá i v poválečném Bundeswehru.
Tato hodnost byla na stejné úrovni jako hodnosti: Generál jezdectva (General der Kavallerie), Generál pěchoty (General der Infanterie), Generál zásobovacích vojsk (General der Nachschubtruppe), Generál spojovacích vojsk (General der Nachrichtentruppe), Generál výsadkových vojsk (General der Fallschirmtruppe) a Generál horských vojsk (General der Gebirgstruppe).